# Mount Fuji Jazz Festival

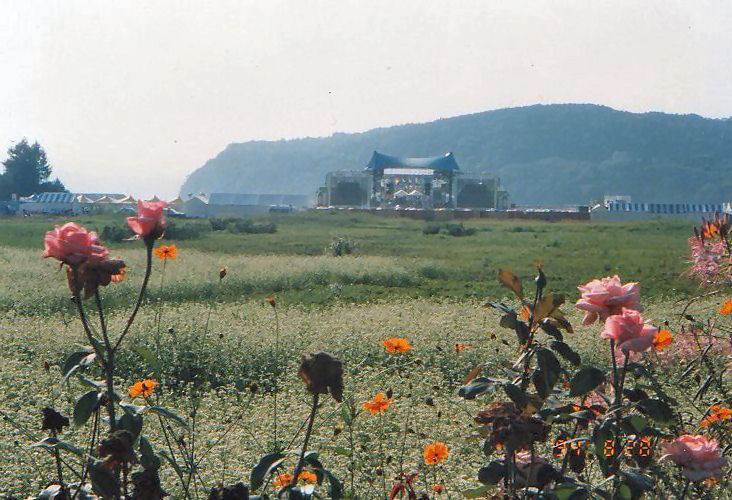
Mount Fuji Jazz Festival, August 1994

Das Mount Fuji Jazz Festival war ein jährlich von 1986 bis 1996 und zuletzt 2004 an drei Tagen im August im Gebiet des Yamanaka-Sees beim Berg Fuji veranstaltetes Jazz-Festival.
Es entstand 1986 in Zusammenarbeit mit Alfred Lion und Blue Note Records, entsprechend viele Musiker des Labels waren auch vertreten, darunter Andrew Hill, Herbie Hancock, die Jazz Messengers, Dianne Reeves, Bobby Hutcherson, Michael Brecker, Chick Corea, Sadao Watanabe, John Scofield, Eliane Elias, Wynton Marsalis, McCoy Tyner, Joe Henderson, James Newton, Ron Carter, Tony Williams, Terumasa Hino, Horace Silver, Michel Petrucciani und Jackie McLean. Kennzeichnend für das Festival waren nächtliche All Star Jam Sessions und wechselnde All Star Combo und Big Band Besetzungen, häufig unter Leitung von Art Blakey.
Es existieren Filme und Live-CDs vom Festival, so etwa der 1992 entstandene Mitschnitt eines Konzerts von Albert Collins and The Icebreakers, der 2005 als The Iceman at Mount Fuji erschien. Außerdem liegen Aufnahmen von Out of the Blue (1987) und Gonzalo Rubalcaba (Images, 1992) vor.
Auch vor 1986 gab es bereits Jazzfestivals unter dem Namen Mount Fuji.
Das Mount Fuji Jazz Festival war in den 1980er und 1990er Jahren eines der großen internationalen Jazzfestivals in Japan. Es wurde durch den Erfolg des Live under the Sky Jazzfestivals angestoßen, das von 1977 bis 1992 im Raum Tokio als Freiluftkonzert stattfand und mit Herbie Hancock´s VSOP Quintett startete. Andere große Veranstaltungen waren das Aurex Jazz Festival (Tokio, 1980 bis 1984) und das Newport Jazz Festival in Madarao, in einem Skigebiet, das Attraktionen für den Sommer suchte. Mit Hilfe von George Wein wurde diese Veranstaltung zwischen 1982 und 1994 als Ableger von dessen Newport Jazz Festival ausgerichtet.
Die jeweiligen Besucherzahlen all dieser alljährlichen Konzerte gingen in die Zehntausende. Ende der 1990er Jahre gab es an internationalen Jazzfestivals in Japan neben dem Newport Ableger noch das Ocean Blue Jazz Festival in Hitachinaka, das Monterey Jazz Festival in Noto (benannt nach dem bekannten kalifornischen Monterey Jazz Festival) und das Fujitsu Concord Jazz Festival (benannt nach den dahinter stehenden Sponsoren Fujitsu und Concord Records). Außerdem fanden lokale Jazzfestivals mit überwiegend japanischen Musikern statt, die Ende der 1990er Jahre bei rund 50 lokalen Festivals über 400.000 Besucher anlockten (überwiegend im Juli/August). Auch die internationale Blue Note Group von Jazzclubs und die weltweiten JVC Jazzfestivals kamen mit Ablegern in den 2000er Jahren nach Japan.